# Тойфенталь
Тойфенталь (нім. Teufenthal) — громада  в Швейцарії в кантоні Ааргау, округ Кульм.

## Географія
Громада розташована на відстані близько 70 км на північний схід від Берна, 9 км на південний схід від Аарау.
Тойфенталь має площу 3,6 км², з яких на 17,2% дозволяється будівництво (житлове та будівництво доріг), 39,7% використовуються в сільськогосподарських цілях, 43,1% зайнято лісами, 0% не є продуктивними (річки, льодовики або гори).

## Демографія
2019 року в громаді мешкало 1641 особа (+3,5% порівняно з 2010 роком), іноземців було 26,2%. Густота населення становила 460 осіб/км².
За віковим діапазоном населення розподілялося таким чином: 17,3% — особи молодші 20 років, 64,4% — особи у віці 20—64 років, 18,3% — особи у віці 65 років та старші. Було 724 помешкань (у середньому 2,2 особи в помешканні).
Із загальної кількості 320 працюючих 25 було зайнятих в первинному секторі, 110 — в обробній промисловості, 185 — в галузі послуг.